# Cheilosia rodgersii
Cheilosia rodgersii är en tvåvingeart som först beskrevs av Wainwright 1911.  Cheilosia rodgersii ingår i släktet örtblomflugor, och familjen blomflugor.
Artens utbredningsområde är Algeriet. Inga underarter finns listade i Catalogue of Life.